# Plain Jane (singolo)
Plain Jane è un singolo del rapper statunitense ASAP Ferg, pubblicato il 13 giugno 2017 come primo estratto dal secondo mixtape Still Striving.

## Remix
Il 15 dicembre 2017 è stato pubblicato un remix del singolo in collaborazione con la rapper trinidadiana Nicki Minaj.